# Mallam Yahaya
Mallam Yahaya (31 de dezembro de 1974) é um ex-futebolista profissional ganês que atuava como meia.

## Carreira
Mallam Yahaya representou a Seleção Ganesa de Futebol nas Olimpíadas de 1996.